# Jozef Hlinka
Jozef Hlinka (Bélapataka, 1925. december 1. – Pozsony, 1992. május 27.) szlovák történész, numizmatikus.

## Élete
1953–1956 között az eperjesi pedagógiai iskolán dolgozott, 1956-1958 között az Eperjesi Megyei Múzeum munkatársa volt. 1958-1991 között a pozsonyi Szlovák Nemzeti Múzeum numizmatikai osztályának vezetője volt. A Szlovák Nemzeti Múzeum numizmatikai gyűjteményének alapítója.
1970-től a Szlovák Numizmatikai Társaság alapító elnöke.

## Művei
- 1966 Bratislavské korunovačné medaily a žetóny
- 1968 Nálezy stredovekých a novovekých mincí na Slovensku (tsz. Ľudmila Kraskovská, Jozef Novák)
- 1970 Vývoj peňazí a medailí na Slovensku
- 1976 Peniaze v našich dejinách (tsz.)
- 1976 Nález mincí v Mojmírovciach, okres Nitra. Zbor. SNM - História LXX
- 1978 Nálezy mincí na Slovensku III. Bratislava. (tsz. Ľudmila Kraskovská, Eva Kolníková, Jozef Novák)